# Law & Order (seizoen 8)
Dit artikel vat het achtste seizoen van Law & Order samen.

## Hoofdrollen
- Jerry Orbach - hoofdrechercheur Lennie Briscoe
- Benjamin Bratt - rechercheur Rey Curtis
- S. Epatha Merkerson - inspecteur Anita Van Buren
- Sam Waterston - eerste hulpofficier van justitie Jack McCoy
- Carey Lowell - hulpofficier van justitie Jamie Ross
- Steven Hill - officier van justitie Adam Schiff

## Terugkerende rollen
- John Fiore - rechercheur Tony Profaci
- J.K. Simmons - dr. Emil Skoda
- Leslie Hendrix - dr. Elizabeth Rodgers
- Josh Pais - medisch onderzoeker Borak
- David Lipman - rechter Morris Torledsky
- Cliff Gorman - rechter Gary Feldman

## Afleveringen
| Aflevering | Titel               | Regisseur           | Schrijver                        | Uitzenddatum      | Selectie gastrollen |
| --- | ------------------- | ------------------- | -------------------------------- | ----------------- | --- |
| 1. | Thrill              | Martha Mitchell     | René Balcer                      | 24 september 1997 | Donna Murphy - Carla Tyrell James Handy - mr. Wheeler Suzanne Costollos - mrs. Wheeler Sig Libowitz - Stan Shatenstein Charles Levin - mr. Shuster Ellen Muth - Adele Green Susan Blommaert - rechter Rebecca Steinman                                                 |
| Wanneer er een willekeurige moord plaatsvindt op een bezorger, gaan Curtis en Briscoe op onderzoek uit. Zij pakken twee jongens op die deze moord waarschijnlijk hebben gepleegd. McCoy heeft moeite met deze zaak als het voor de rechter komt, de twee daders wijzen naar elkaar en de enige die de werkelijke dader aan kan wijzen is een priester bij wie de dader bekend heeft. De priester heeft een biechtgeheim en kan, tot grote frustratie van McCoy, niets zeggen. Ondertussen krijgt Curtis een klap te verwerken als bij zijn vrouw multiple sclerose wordt geconstateerd. |                     |                     |                                  |                   | |
| 2. | Denial              | Christopher Misiano | David Shore René Balcer          | 8 oktober 1997    | James Rebhorn - Charles Garnett Benjamin Hendrickson - Warren Talbert Jan Maxwell - Sarah Talbert Mags Chernock - Christina Talbert Zach Chapman - Tommy Horton Doris Belack - rechter Margaret Barry                                                                  |
| Bloederige lakens en een ogenschijnlijk gestolen creditcard leidt Curtis en Briscoe naar een stel scholieren en geliefden die verdacht worden van moord op hun pasgeboren baby. McCoy heeft moeite om hen te laten berechten omdat zij pertinent blijven zeggen dat zij niet hun baby hebben gedood en het lijk hebben laten verdwijnen. |                     |                     |                                  |                   | |
| 3. | Navy Blues          | Jace Alexander      | Dick Wolf Kathy McCormick        | 15 oktober 1997   | Kate Walsh - luitenant Kirstin Blair Daniel von Bargen - commandant Billings Molly Price - kwartiermeester Stroud Joyce Reehling - luitenant commandant Coleman Jack Gwaltney - Jack Young Marge Redmond - rechter Laura Tisdale                                       |
| Wanneer een matroos van de United States Navy dood wordt gevonden in het park, gaan Curtis en Briscoe op onderzoek uit. Zij ontdekken dat de matroos een verhouding had met een pilote, tevens zijn leidinggevende. Zij verklaart dat zij het uit wilde maken omdat een verhouding niet toegestaan was en toen zij dit deed wilde de matroos haar verkrachten. In het gevecht doodde zij hem per ongeluk. McCoy wil nu de zaak voorleggen aan de rechter, maar vindt weerstand van de juristen van de United States Navy die de zaak zelf willen behandelen. Uiteindelijk wint McCoy en mag doorgaan met deze zaak, bewijzen van de plaats delict zeggen dat het verhaal van de pilote niet strookt met de bewijzen. Getuigen vertellen ook een ander verhaal en het lijkt erop dat hij diegene was die het uit wilde maken, en zo klaagt McCoy haar aan voor moord. |                     |                     |                                  |                   | |
| 4. | Harvest             | Matthew Penn        | I.C. Rapoport René Balcer        | 29 oktober 1997   | Michael Nouri - dr. Donald Cosgrove Michael Durrell - Hilburne Robert Stanton - Jacob Sutter Armand Schultz - Marty O'Neal David Marshall Grant - Charlie Harmon |
| De rechtszaak tegen een schutter die de dood van een jonge moeder op zijn geweten heeft, leidt McCoy tot een probleem. Het lijkt erop dat de dokter in het ziekenhuis, bij binnenkomst slachtoffer, haar expres heeft laten overlijden. Dit om haar organen te kunnen gebruiken voor transplantatie, en zo haar carrière te redden. Hierom wil McCoy de dokter en de schutter tegelijk berechten voor moord. |                     |                     |                                  |                   | |
| 5. | Nullification       | Constantine Makris  | David Black                      | 5 november 1997   | Denis O'Hare - Phil Christie Gerry Becker - Thomas Robbins Betsy Aidem - Kay Brant Jesse R. Tendler - Matthew Brant jr. Walt MacPherson - Shelby Ted Kazanoff - rechter Daniel Scarletti                                                                               |
| Nadat de politie, op een slachtoffer die vermoord werd terwijl hij een wagen wilde laten stoppen met rechtse militie aanhangers erin, een tatoeage van een adelaar vinden komt McCoy in de rechtbank tegenover enkele leden van de militie te staan die de oorlog hebben verklaard met de Amerikaanse regering. |                     |                     |                                  |                   | |
| 6. | Baby, It's You      | Ed Sherin           | Jorge Zamacona                   | 12 november 1997  | Richard Belzer - rechercheur John Munch Jon Seda - rechercheur Paul Falsone Yaphet Kotto - inspecteur Al Giardello Maureen Anderman - Gayle Janaway Dan Hedaya - Leslie Drake Dan Frazer - rechter Barry McLellan                                                      |
| Wanneer er een tienermodel vermoord wordt gevonden in haar appartement gaan Curtis en Briscoe op onderzoek uit. Bij het onderzoek komen bewijzen naar boven die een link legt met Baltimore en zij schakelen de hulp in van de lokale politie daar. De politie in Baltimore stuurt twee rechercheurs, Munch en Falsone, die komen helpen met het onderzoek. Ondertussen is McCoy in gevecht met het openbaar ministerie over de jurisdictie van de zaak omdat Baltimore de zaak over wil nemen. |                     |                     |                                  |                   | |
| 7. | Blood               | Jace Alexander      | René Balcer Craig Tepper         | 19 november 1997  | Stephen Mendillo - Joshua Burdett Deborah Rush - Frances Houston Harry O'Reilly - Jerry O' Brien Lou Liberatore - Dale Brody Kent Broadhurst - Harry Stokley Joan Copeland - rechter Rebecca Stein                                                                     |
| Curtis en Briscoe ontdekken dat een recente moord op een blanke vrouw die een Afro-Amerikaanse baby heeft gebaard, en afgestaan voor adoptie, een goed bewaard geheim had over de biologische vader. |                     |                     |                                  |                   | |
| 8. | Shadow              | Matthew Penn        | Richard Sweren                   | 26 november 1997  | Bruce MacVittie - Arvin Baker Jacinto Taras Riddick - Oscar Liriano Don Billett - Ed Richter Alexandra Neil - Lisa Harmon David Marshall Grant - Charlie Harmon Dominic Chianese - rechter Paul Kaylin Rosemary De Angelis - rechter Sally Goldman                     |
| Het openbaar ministerie neemt extreme maatregelen om te bewijzen dat een advocaat corrupt is, dit door geld te betalen aan iemand in hun kantoor voor uitkomsten van rechtszaken. Ross ontdekt dat de corruptie opgespoord kan worden door een van haar vrienden en collega te volgen. |                     |                     |                                  |                   | |
| 9. | Burned              | Constantine Makris  | Siobhan Byrne                    | 10 december 1997  | Robert Vaughn - Carl Anderton Mia Dillon - Elaine Anderton Lawlor Sam Huntington - Terry Lawlor Joseph Siravo - Stan Kaminsky Michael O'Hare - Roy Lawlor Anne Jackson - rechter Jane Simons                                                                           |
| Wanneer een meisje onder verdachte omstandigheden in een brand sterft starten Curtis en Briscoe een onderzoek. Door een bericht op een antwoordapparaat komen zij uit bij een verdachte, het is haar oudere broer. Als McCoy wil beginnen met het aanklagen van de mogelijke dader komt de invloedrijke opa van de verdachte in actie, hij is een oude vriend van Schiff, die al zijn invloeden gebruikt om te proberen de aanklacht van tafel te krijgen. |                     |                     |                                  |                   | |
| 10. | Ritual              | Brian Mertes        | Kathy McCormick Richard Sweren   | 17 december 1997  | Jacqueline Antaramian - Farrah Patel Mark Casella - Jack Harris Todd Cerveris - Rodney Most Ramsey Faragallah - mr. Tobak Ray Genadry - Jeff Mohammed |
| Curtis en Briscoe onderzoeken de dood van Josef Moussad, een Arabische man, die gevonden werd achter een afvalcontainer en schijnbaar slachtoffer is geweest van een uit de hand gelopen beroving. Het onderzoek brengt echter naar boven dat Moussad een dokter het land had binnengebracht om zijn jonge nicht te besnijden, en hierdoor valt de verdenking nu op de familie van Moussad. Ross vindt het afschuwelijk dat de oma en oom van de nicht voor 100 % achter de besnijdenis stonden, dit maakt het moeilijk om de zaak objectief te behandelen. |                     |                     |                                  |                   | |
| 11. | Under the Influence | Adam Davidson       | René Balcer                      | 7 januari 1998    | Gene Canfield - rechercheur Fred Norris Robert Catrini - Carl Pettijohn Rony Clanton - Jones Augusta Dabney - mrs. LaValle David Garrison - rechter Richard Billings                                                                                                   |
| Drie mensen zijn gedood toen een mogelijke dronken chauffeur hen overreed. Nadat Curtis en Briscoe duidelijk hebben gekregen wie op dat moment achter het stuur zat wil McCoy deze aanklagen voor moord en mogelijk de doodstraf eisen. Ross denkt dat McCoy dit wil doen uit wraak voor de dood van zijn vroegere assistente Kincaid (zie Aftershock, aflevering 23 seizoen 6). |                     |                     |                                  |                   | |
| 12. | Expert              | Lewis H. Gould      | David Shore I.C. Rapoport        | 21 januari 1998   | Christine Farrell - forensische onderzoekster Arlene Shrier Lisa Altomare - Marilyn Fred Burrell - Arthur Rigg Adam Busch - Mark Jennifer Courtney - Karen Yellin Ben Hammer - rechter Herman Mooney                                                                   |
| Wanneer twee mensen worden doodgeschoten in een restaurant gaan Curtis en Briscoe op onderzoek uit. Als zij ontdekken wie het eigenlijke doelwit was ontdekken zij wie de dader is, het eigenlijke slachtoffer was een expert getuige in de zaak voor de vader van de verdachte. Als de verdachte voor de rechter komt dan hoort McCoy dat de verdachte zichzelf niet verantwoordelijk acht voor de schietpartij, dit is dezelfde verweer als in de zaak tegen de vader jaren geleden. |                     |                     |                                  |                   | |
| 13. | Castoff             | Gloria Muzio        | David Black Harold Schechter     | 28 januari 1998   | Dennis Boutsikaris - Al Archer Mitchell Lichtenstein - Eddie Chandler John Benjamin Hickey - Charles Thatcher Jon DeVries - Doug Gaylin Gene Saks - rechter Carl Samuel                                                                                                |
| Wanneer een vrouw, die werkte met arme kinderen, op straat wordt vermoord gaan Curtis en Briscoe op onderzoek uit. Het onderzoek krijgt een bizarre wending als duidelijk wordt dat het slachtoffer een voorliefde had voor kinky seks, en een van haar partners schijnt een seriemoordenaar te zijn. als deze aangeklaagd wordt dan verklaart hij als reden voor de moord het vele geweld op televisie. |                     |                     |                                  |                   | |
| 14. | Grief               | Christopher Misiano | Suzanne Oshry                    | 4 februari 1998   | Cecilia Hart - Greta Singer Marin Hinkle - Leslie Russo Jonathan LaPaglia - Frank Russo George Palermo - Joe Russo Edie Falco - Sally Bell Erik Jensen - George Harding Stephen Singer - advocaat van de verdediging Baum                                              |
| McCoy wil een verdachte voor moord vervolgen, de verdachte werkt in een instelling waar comapatiënten worden verzorgd. De verdachte heeft daar een patiënte verkracht, en stierf nadat zij haar baby baarde. Het onderzoek dat Curtis en Briscoe hebben uitgevoerd brengt ook naar boven dat de moeder van het slachtoffer hierin mogelijk een dubieuze rol speelde. |                     |                     |                                  |                   | |
| 15. | Faccia a Faccia     | Martha Mitchell     | René Balcer Eddie Feldmann       | 25 februari 1998  | Philip Bosco - mr. Dobbs Michael Rispoli - Johnny DeMayo Kathrine Narducci - Vicky Grant David Wohl - Ward Salsman Rocco Sisto - Brendan Hall |
| Wanneer een man dood wordt gevonden in Central Park gaan Curtis en Briscoe op onderzoek uit. Het blijkt een huurmoordenaar te zijn van de maffia die in het getuigenbeschermingsprogramma zat. McCoy verdenkt een maffiabaas van de moord op het slachtoffer en wil hem voor het gerecht brengen, daar hoort hij dat de verdediging hem geestelijk ontoerekeningsvatbaar wil laten verklaren om voor het gerecht te dagen. |                     |                     |                                  |                   | |
| 16. | Divorce             | Constantine Makris  | Barry M. Schkolnick              | 4 maart 1998      | Jill Clayburgh - Sheila Atkins Haviland Morris - Molly Kilpatrick Tom O'Rourke - Peter Behrens Adam LeFevre - David Harrigan Dennis Predovic - McGiven |
| Wanneer een psycholoog wordt vermoord gaan Briscoe en Curtis op onderzoek uit. Het onderzoek leidt hen naar een vechtscheiding tussen een katholiek echtpaar, dit voert McCoy naar een rechtszaak met een manipulerende advocaat. |                     |                     |                                  |                   | |
| 17. | Carrier             | J. Ranelli          | David Black                      | 1 april 1998      | Glynnis O'Connor - Anne Paulsen Leslie Denniston - Lenore Kiley Susan May Pratt - Leslie Crowell Heather Burns - Lana Madison Fran Brill - mrs. Stark Audrie Neenan - rechter Barbara Kaplan David Spielberg - rechter Alvin Hoyt Merwin Goldsmith - rechter Ian Feist |
| Wanneer een scholiere dood wordt gevonden gaan Curtis en Briscoe op onderzoek uit. Zij komen een verdachte op het spoor, het betreft een man besmet met hiv en hij wilde zo veel mogelijk jonge vrouwen besmetten. McCoy worstelt met de privacygegevens van de aidsbesmetting van de verdachte maar wil hem toch vervolgen voor moord. Deze zaak kan politieke gevolgen hebben voor Schiff. |                     |                     |                                  |                   | |
| 18. | Stalker             | Richard Dobbs       | Kathy McCormick                  | 15 april 1998     | Robert Joy - Louis Dutton Susan Floyd - Andrea Blake Marilyn Rockafellow - mrs. Blake Joe Lisi - Chris Minetti Stephen Gevedon - Russell Lowery Harry Goz - mr. Golavski Daniel Oreskes - mr. Wilson                                                                   |
| Wanneer een vrouw bewusteloos wordt gevonden onderaan de trap van haar appartementencomplex gaan Curtis en Briscoe op onderzoek uit. Als de vrouw komt te overlijden aan haar verwondingen komen zij met een verdachte, het is een man die haar stalkte. Als de stalker voor de rechtbank staat is de kans groot dat hij vrij komt doordat het slachtoffer gelogen heeft over eerdere aanvallen van de stalker. Nu is het aan McCoy om hem toch te laten veroordelen en daarvoor moet hij de rechercheurs tegen elkaar opzetten voor de rechtbank. |                     |                     |                                  |                   | |
| 19. | Disappeared         | David Platt         | Richard Sweren William N. Fordes | 22 april 1998     | Kenneth Welsh - Ben O'Dell Michael Medeiros - Matthew O'Dell Tovah Feldshuh - Danielle Melnick Steve Mellor - mr. Fetzer Donna Hanover - rechter Deborah Burke |
| Drie mensen zijn ontvoerd vanuit een nieuwbouw project. Een krant krijgt een manifest, met bedreigingen naar de buurt en ontwikkelaars, van de ontvoerder met de eis om het te publiceren anders komen er meer ontvoeringen. Als de krant het manifest drukt dan wordt het door de schrijfstijl herkend door de broer van de ontvoerder en gaat naar de politie met het verzoek om zijn broer kalm op te pakken omdat hij bang is dat het anders escaleert. Dit omdat zijn broer geestelijk onstabiel is, Ross belooft dat zij hier rekening mee zal houden en dan geeft de broer de locatie waar de gijzelaars zitten. Curtis en Briscoe vinden de lichamen van de gijzelaars, alle zijn doodgeschoten. Ondanks de belofte van Ross aan de broer wil Schiff de doodstraf eisen in de rechtszaak tegen de ontvoerder. De ontvoerder wil niet dat zijn advocaat hem ontoerekeningsvatbaar laat verklaren. De jury is snel met de beslissing dat hij schuldig is en nu moet er beslist worden of hij de doodstraf krijgt. |                     |                     |                                  |                   | |
| 20. | Burden              | Constantine Makris  | David Shore I.C. Rapoport        | 24 april 1998     | Gerry Bamman - Stan Gillum John Hickok - dr. Lyle Semenko Heather Matarazzo - Stephanie Sutter John Procaccino - Joe Sutter Maryann Plunkett - Lois Sutter |
| Wanneer een twaalfjarige jongen met tetraplegie thuis in zijn bed overlijdt, dan vermoeden de ambulancebroeders dat hij vergiftigd is. Curtis en Briscoe onderzoeken de zaak en komen uit bij de dokter die verklaart dat hij bij de jongen euthanasie heeft gepleegd, en dat hij dit uit medelijden heeft gedaan en op verzoek van de ouders en zijn zus. Nu is het aan McCoy of en wie hij vervolgd voor de dood van de jongen: de dokter, de ouders of de zus. |                     |                     |                                  |                   | |
| 21. | Bad Girl            | Jace Alexander      | René Balcer Richard Sweren       | 28 april 1998     | Isabel Gillies - Monica Johnson Geoffrey Nauffts - advocaat van Monica Johnson Ana Gasteyer - maatschappelijk werkster van Monica Johnson Neal Jones - mr. Flynn Ilana Levine - Emily Schoener Robert Vaughn - Carl Anderton Lynn Cohen - rechter Elizabeth Mizener    |
| De eis voor de doodstraf voor een moordenaar van een politieagent houdt het openbaar ministerie flink bezig, vooral omdat de beklaagde religieus is geworden in de gevangenis. De uitkomst is ook belangrijk voor Schiff die dit jaar graag herkozen wil worden als officier van justitie. Ondertussen heeft Briscoe problemen met zijn dochter, zij wordt gearresteerd voor in bezit hebben van drugs. |                     |                     |                                  |                   | |
| 22. | Damaged             | Constantine Makris  | Janis Diamond                    | 6 mei 1998        | Robert Clohessy - advocaat Painter John Christopher Jones - Raymond Maxwell Lauren Ambrose - Valerie Maxwell Jon Abrahams - Roscoe Adam LaVorgna - Hayden Ron McLarty - rechter William Wright Jim Moody - rechter Langlois                                            |
| Terwijl McCoy drie tieners aanklaagt voor de verkrachting van een geestelijk gehandicapt meisje op de middelbare school, is Briscoe vastbesloten om te leren van de dood van zijn dochter Cathy. |                     |                     |                                  |                   | |
| 23. | Tabloid             | Brian Mertes        | David Black Alec Baldwin         | 13 mei 1998       | Timothy Carhart - Warren Abbott Leslie Watts - Laura Abbott Joe Mantello - Philip Marco Gerrit Graham - Alan Bruder John Slattery - Arlen Levitt Peter McRobbie - dr. Thomas Neustadt                                                                                  |
| Wanneer een columnist van een roddelblad wordt vermoord bekent de dader dat hij dit gedaan heeft uit wraak, omdat de columnist verantwoordelijk was voor de dood van zijn vrouw. Zijn advocaat wil zijn onverantwoordelijke journalistiek in de rechtszaak gebruiken om een veroordeling te voorkomen. |                     |                     |                                  |                   | |
| 24. | Monster             | Ed Sherin           | René Balcer Richard Sweren       | 20 mei 1998       | Charles Malik Whitfield - Calvin Berry Paul Calderón - Jesse Castillo Raymond Anthony Thomas - Owen Stokes James Murtaugh - Newton Robert Vaughn - Carl Anderton John Newton - rechter Eric Caffey                                                                     |
| Wanneer een tienjarig kind wordt verkracht gaan Curtis en Briscoe op jacht naar de pedofiel. Tijdens het onderzoek krijgt Briscoe een kans om wraak te nemen op de dood van zijn dochter, dit door een tip van een verklikker. Ondertussen krijgt Van Buren te horen dat haar baan op de tocht staat en McCoy moet voor de disciplinaire commissie verschijnen voor zijn gedrag in een zaak. Schiff maakt zich zorgen om zijn politieke carrière vanwege de zaak om de verkrachting van het kind. |                     |                     |                                  |                   | |